# Депу
Лаурінду Ділсон Марія Ауреліу (порт. Laurindo Dilson Maria Aurélio), відоміший під коротким прізвиськом Депу (порт. Depú, нар. 8 січня 2000, Лобіту) — ангольський футболіст, нападник португальського клубу «Жіл Вісенте» та національної збірної Анголи.

## Клубна кар'єра
У 2019 році Депу розпочав виступи на футбольних полях у складі команди «Академіка Петролеуш», в якій грав до 2020 року, взявши участь у 10 матчах чемпіонату. У 2020 році футболіст перейшов до клубу «Рекреатіву да Каала», де розпочав виявляти бомбардирські здібності, відзначившись за сезон 9 забитими голами в 23 проведених матчах за клуб. У 2021 році нападник перейшов до клубу «Саграда Есперанса», у складі якого за рік відзначився 15 голами в 12 проведених матчах. З 2022 до 2023 року футболіст грав у складі клубу «Петру Атлетіку».
У 2023 році Депу перейшов до складу португальського клубу «Жіл Вісенте», проте в складі португальського клубу високою результативністю не відзначався, і в 2024 році керівництво клубу відправило ангольського нападника в оренду до сербського клубу «Воєводина», в якому, щоправда, анголець не зумів відзначитись забитими м'ячами в 21 проведеному за клуб матчі.

## Виступи за збірну
У 2021 році Депу дебютував у складі національної збірної Анголи. У складі збірної був учасником Кубка африканських націй 2023 року у Кот-д'Івуарі. Станом на середину червня 2025 року футболіст зіграв у складі збірної 17 матчів, у яких відзначився 15 забитими голами.